# Strategus inermis
Strategus inermis är en skalbaggsart som beskrevs av Gilbert John Arrow 1947. Strategus inermis ingår i släktet Strategus och familjen Dynastidae. Inga underarter finns listade i Catalogue of Life.